# Média de rebatidas
Média de rebatidas é uma estatística que mede o desempenho dos rebatedores no críquete, basebol e softbol. O desenvolvimento desta estatística no basebol deriva da utilização da mesma no críquete.